# نوكيا 7700
نوكيا 7700 هو أحد أجهزة نوكيا، شركة الهواتف والتقنية النقالة. يأتي هذا الجهاز مع شاشة نوعها 640 * 320 16-بت (65,536) لونتم إلغاء إنتاج هذا الجهاز. تقنيته/تردده هي النظام العالمي للإتصالات المتنقلة. جيل الجهاز هو DCT4 (APE). عامل الشكل (التصميم) للجهاز هو "قطعة حلوى.